# San Giuseppe (Nápoles)

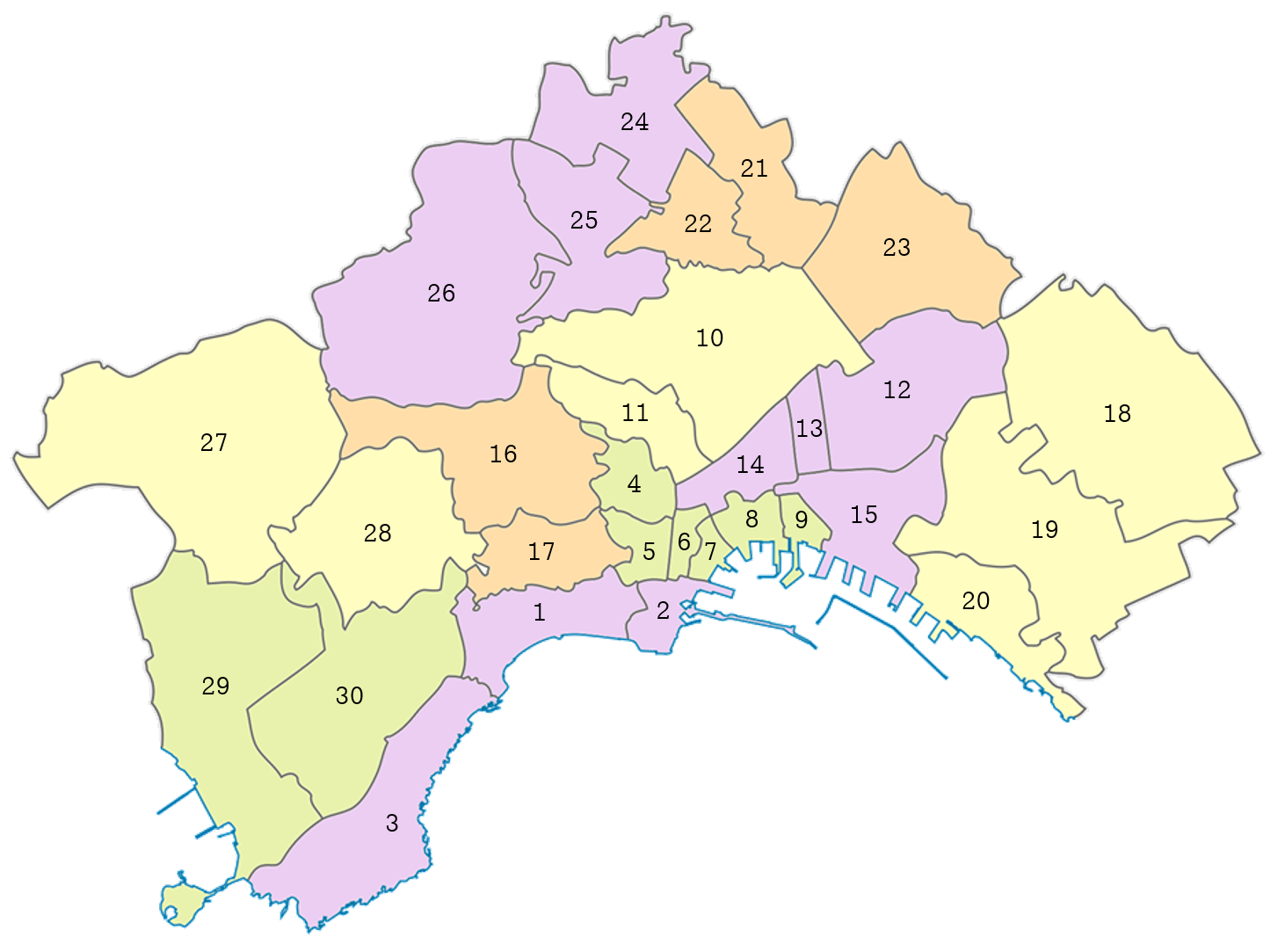
Quarters of Naples - San Giuseppe é o número 6

San Giuseppe é um bairro de Nápoles, sul da Itália, que inclui muitos dos itens de interesse no lado oeste do centro histórico de Nápoles, incluindo a praça e a igreja de Gesù Nuovo, os prédios ao longo da via Benedetto Croce (também conhecida como Spaccanapoli) e a praça, Piazza San Domenico Maggiore.